# Glenastle

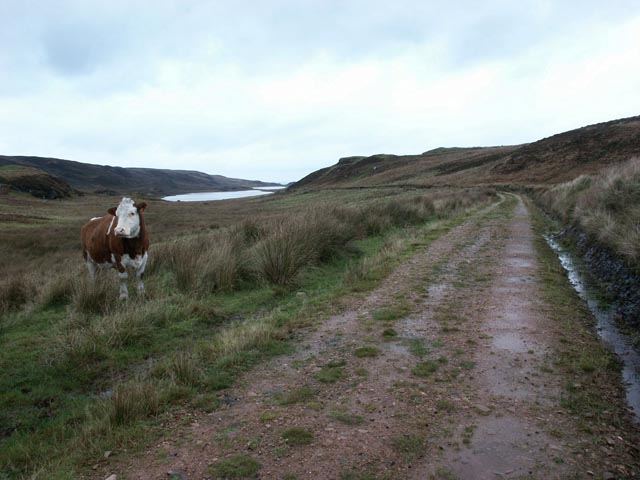
Weg nach Glenastle, das im Bild rechts oberhalb von Glenastle Loch lag

Glenastle, auch Glenastells, ist eine aufgegebene Siedlung auf der schottischen Hebrideninsel Islay. Glenastle befand sich am Nordufer von Glenastle Loch nahe der Westküste der Halbinsel Oa. Etwa 1,5 km nordöstlich beziehungsweise zwei Kilometer südlich befanden sich die heute ebenfalls verlassenen Ortschaften Giol beziehungsweise Tockmal. Zwei Kilometer östlich liegt das heute noch bewohnte Coillabus, mit welchem Glenastle über einen Weg verbunden war. Die Ortschaft teilte sich in Glenastle und das knapp zwei Kilometer westlich gelegene Lower Glenastle auf. Wahrscheinlich wurde auch das dazwischenliegende Gehöft Tornabakin zu Glenastle gerechnet.
Im Jahre 1841 wurden in Glenastle noch 55 Personen gezählt, die sich auf neun Familien aufteilten. Hiervon waren 28 weiblichen und 27 männlichen Geschlechts. 1851 hatte sich die Einwohnerzahl auf 67 erhöht. In Aufzeichnungen aus dem Jahre 1882 ist vermerkt, dass zu dieser Zeit vier bedachte Häuser sowie ein unbedachtes existierten. In Lower Glenastle sind alle Gebäude als unbedacht beschrieben, was daraufhin hindeutet, dass es zu diesem Zeitpunkt bereits verlassen war. Die Gebäude stammen wahrscheinlich aus dem 18. bis 19. Jahrhundert.
Wenige hundert Meter westlich wurden auf einer Anhöhe möglicherweise die Überreste eines Hüttenkreises entdeckt. Dieser durchmaß sechs bis sieben Meter. 200 m südlich befinden sich die Reste einer Shieling-Hütte.